# Julija Siněokaja
Julija Vadimovna Siněokaja (rusky Ю́лия Вади́мовна Синео́кая; * 1. března 1969 v Moskvě, RSFSR, SSSR) je ruská historička filozofie, profesor Ruské akademie věd (2015), žákyně Nelli Motrošilovové.

## Životopis
V roce 1992 absolvovala s vyznamenáním filozofickou fakultu Moskevské státní univerzity. Následovala aspirantura ve Filozofickém ústavu Ruské akademie věd v Moskvě, kde v roce 1996 obhájila kandidátskou disertaci na téma Filozofie Friedricha Nietzscheho v Rusku na konci XIX. a na počátku XX. století (rusky Философия Ф. Ницше в России (конец XIX — начало XX вв.)) a v roce 2009 doktorskou práci na téma Filozofie Nietzscheho a duchovní zkušenost Ruska na konci XIX. a na počátku XXI. století  (rusky Философия Ницше и духовный опыт России (конец XIX — начало XXI вв.)). Od roku 1995 pracuje ve Filozofickém ústavě RAV, kde byla v prosinci 2013 jmenována vedoucím odboru pro Dějiny západní filosofie. V roce 2019 byla zvolena členem-korespondentem Ruské akademie věd.

## Publikace
Uveřejnila přes 160 vědeckých prací.